# Eupogonius petulans
Eupogonius petulans är en skalbaggsart som beskrevs av Julius Melzer 1933. Eupogonius petulans ingår i släktet Eupogonius och familjen långhorningar.
Artens utbredningsområde är Uruguay. Inga underarter finns listade i Catalogue of Life.